# Да Силва, Арналду
Арналду ди Оливейра да Силва (порт.-браз. Arnaldo de Oliveira da Silva; род. 26 марта 1964, Рио-де-Жанейро) — бразильский легкоатлет, специалист по бегу на короткие дистанции. Выступал за сборную Бразилии по лёгкой атлетике в 1983—1998 годах, обладатель бронзовой медали летних Олимпийских игр в Атланте, победитель иберо-американских чемпионатов, многократный чемпион Южной Америки, чемпион Бразилии.

## Биография
Арналду да Силва родился 26 марта 1964 года в Рио-де-Жанейро.
Первого серьёзного успеха на международном уровне добился в сезоне 1983 года, когда вошёл в состав бразильской сборной и выступил на юниорском южноамериканском первенстве в Медельине, где в зачёте бега на 100 метров стал серебряным призёром.
Благодаря череде успешных выступлений в 1984 году удостоился права защищать честь страны на летних Олимпийских играх в Лос-Анджелесе — в беге на 200 метров не смог пройти дальше предварительного квалификационного этапа, тогда как в эстафете 4 × 100 метров занял в финале восьмое место.
В 1985 году бежал 60 метров на Всемирных легкоатлетических играх в помещении в Париже. Будучи студентом, представлял Бразилию на Всемирной Универсиаде в Кобе — финишировал четвёртым в дисциплине 100 метров, пятым в дисциплине 200 метров, в то время как в эстафете в финал не вышел. На чемпионате Южной Америки в Сантьяго одержал победу в индивидуальном беге на 100 метров и в эстафете 4 × 100 метров.
В 1986 году выиграл эстафету 4 × 100 метров на иберо-американском чемпионате в Гаване.
В 1987 году отметился выступлением на Панамериканских играх в Индианаполисе и на чемпионате мира в Риме.
В 1988 году в 100-метровой дисциплине выиграл бронзовую медаль на иберо-американском чемпионате в Мехико, дошёл до стадии полуфиналов на Олимпийских играх в Сеуле.
В 1989 году стартовал в 60-метровом беге на чемпионате мира в помещении в Будапеште. На чемпионате Южной Америки в Медельине победил в эстафете 4 × 100 метров.
В 1991 году на 60-метровой дистанции стартовал на чемпионате мира в помещении в Севилье. В эстафете 4 × 100 метров завоевал золотую награду на домашнем чемпионате Южной Америки в Манаусе. В дисциплине 100 метров был седьмым на Панамериканских играх в Гаване, дошёл до четвертьфинала на чемпионате мира в Токио.
На иберо-американском чемпионате 1992 года в Севилье взял бронзу в беге на 100 метров и в эстафете 4 × 100 метров. На Олимпийских играх в Барселоне в 100-метровой дисциплине остановился на стадии четвертьфиналов.
В 1993 году в беге на 100 метров получил серебро на чемпионате Южной Америки в Лиме, стартовал на чемпионате мира в Штутгарте.
В 1994 году в эстафете 4 × 100 метров занял четвёртое место на Кубке мира в Лондоне.
В 1995 году в эстафете 4 × 100 метров одержал победу на чемпионате Южной Америки в Манаусе, в 100-метровой дисциплине финишировал шестым на Панамериканских играх в Мар-дель-Плате.
В 1996 году превзошёл всех соперников на чемпионате Бразилии, на иберо-американском чемпионате в Медельине стал серебряным призёром в беге на 100 метров. Принимал участие в Олимпийских играх в Атланте — в дисциплине 100 метров не смог преодолеть предварительный квалификационный этап, в то время как в эстафете 4 × 100 метров вместе с соотечественниками Эдсоном Рибейру, Робсоном да Силвой и Андре да Силвой завоевал бронзовую медаль, пропустив вперёд канадцев и американцев.
В 1997 году среди прочего бежал 60 метров на чемпионате мира в помещении в Париже.
На иберо-американском чемпионате 1998 года в Лиссабоне вновь выиграл эстафету 4 × 100 метров.
Завершил спортивную карьеру по окончании сезона 2001 года.